# 圣克里斯特-布里约斯特
圣克里斯特-布里约斯特（法語：Saint-Christ-Briost）是法国皮卡第大区索姆省的一个市镇，属于佩罗讷区内勒县。该市镇2009年时的人口为437人。

## 人口
圣克里斯特-布里约斯特人口变化图示
| 数据来源：INSEE |